# Lætitia Denis
Lætitia Denis (ur. 4 lutego 1988 w Jaunde) – urodzona w Kamerunie francuska lekkoatletka specjalizująca się w biegach płotkarskich oraz sztafetowych. 
Międzynarodową karierę sportową zaczynała od wielobojów – podczas mistrzostw świata juniorów młodszych w 2005 zajęła w siedmioboju szóstą lokatę. Dwa lata później została wicemistrzynią Europy juniorów w biegu na 100 metrów przez płotki oraz wraz z koleżankami uplasowała się na czwartej pozycji w sztafecie 4 x 400 metrów. W tym samym sezonie bez sukcesów brała udział w uniwersjadzie. W 2009 zdobyła w biegu rozstawnym 4 x 100 metrów brązowy medal uniwersjady – podczas tych zawodów była też indywidualnie siódma w biegu na 100 metrów przez płotki. Rywalizowała w biegu na 400 metrów przez płotki, docierając do półfinału czempionatu Starego Kontynentu młodzieżowców w Kownie (2009). Pobiegła w eliminacjach sztafety 4 x 100 metrów na mistrzostwach Europy w Barcelonie latem 2010. Wraz z koleżankami z reprezentacji zdobyła w 2011 brązowy medal halowych mistrzostw Starego Kontynentu w biegu rozstawnym 4 x 400 metrów.

## Osiągnięcia
| Rok  | Impreza                               | Miejsce   | Konkurencja                | Lokata     | Wynik     |
| ---- | ------------------------------------- | --------- | -------------------------- | ---------- | --------- |
| 2005 | Mistrzostwa świata juniorów młodszych | Marrakesz | siedmiobój                 | 5. miejsce | 5402 pkt. |
| 2006 | Mistrzostwa świata juniorów           | Pekin     | bieg na 400 m przez płotki | półfinał   | 58,55     |
| 2006 | Mistrzostwa świata juniorów           | Pekin     | sztafeta 4 x 400 m         | eliminacje | 3:39,28   |
| 2007 | Mistrzostwa Europy juniorów           | Hengelo   | bieg na 100 m przez płotki | 2. miejsce | 13,35     |
| 2007 | Mistrzostwa Europy juniorów           | Hengelo   | sztafeta 4 x 400 m         | 4. miejsce | 3:37,82   |
| 2007 | Uniwersjada                           | Bangkok   | bieg na 100 m przez płotki | półfinał   | 13,51     |
| 2009 | Młodzieżowe mistrzostwa Europy        | Kowno     | bieg na 400 m przez płotki | półfinał   | 58,04     |
| 2009 | Uniwersjada                           | Belgrad   | bieg na 100 m przez płotki | 7. miejsce | 13,36     |
| 2009 | Uniwersjada                           | Belgrad   | sztafeta 4 x 100 m         | 3. miejsce | 44,31     |
| 2011 | Halowe mistrzostwa Europy             | Paryż     | sztafeta 4 x 400 m         | 3. miejsce | 3:32,16   |